# La Trinidad (Argentina)
La Trinidad es una localidad del partido de General Arenales, provincia de Buenos Aires, Argentina.
Su estación pertenecía al Ferrocarril General Urquiza, pero actualmente se encuentra abandonada.

## Población
Cuenta con 308 habitantes (Indec, 2010), lo que representa un incremento del 8% frente a los 285 habitantes (Indec, 2001) del censo anterior.
| Gráfica de evolución demográfica de La Trinidad entre 1991 y 2010 |
|                                                                   |
| Fuente: Censos nacionales del INDEC                               |